# Туммо

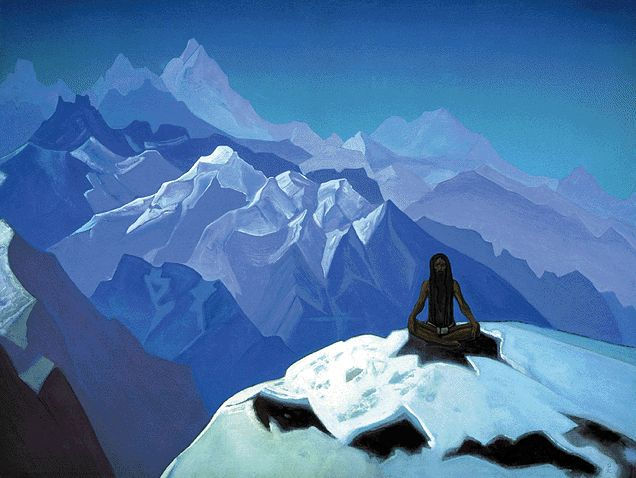
«На высотах» («Туммо»). Н. К. Рерих, 1936

Туммо (тиб. གཏུམ་མོ་, Вайли gtum-mo; санскр.: चण्ड, IAST: caṇḍālī) — йога внутреннего Огня или иллюзорное тепло, одна из тайных практик шести йог Наропы, методов линии Кагью, применяющихся также и в остальных школах тибетского буддизма.
Считается, что в результате сосредоточенной работы с мощными внутренними энергиями, практикующие йогу внутреннего тепла буддисты способны «излучать» тепло, быть абсолютно невосприимчивыми к холоду.
В Тибете йогинов, практикующих туммо, называют «репа» (дословно — «хлопковое одеяние»), за то, что они даже в самые лютые холода облачены лишь в тонкие хлопковые одежды, обходятся без тёплой шерстяной одежды.
О туммо в своих песнях про практику тантры часто упоминал Миларепа (кстати, из-за его аскетического обычая носить хлопковую одежду круглый год ему, имевшему при рождении имя Мила, и присвоили прозвище «репа» (вайли ras pa).

 В одной из своих песен Миларепа говорил:

Уравновесь колебания красного и белого 
В пупочном центре, 
И ум озарится постижением, переживая 
Тепло как блаженство…
Туммо предполагает сосредоточение медитирующего на образе огня (каплях и бинду) и ощущениях теплоты, которые связаны с непосредственным чувствованием живого пламени. Тех, кто достиг определённых результатов в этом направлении, испытывают несколькими способами: в стужу человек должен высушить теплом своего тела мокрые лоскутки ткани, а во время медитации на снегу — растопить вокруг себя как можно больше снега. Основная цель туммо — это покорение духовных вершин и быстрое достижение просветления, но эта практика также может быть использована для обогрева, насыщения. Освоение туммо необходимо для реализации иллюзорного тела и пховы (йоги переноса).

## История распространения практики туммо
От Наропы практике туммо научился его ученик Марпа, а позже она перешла и к Миларепе, с учениями которого и распространилась по всему Тибету. Миларепа использовал туммо в том числе для того, чтоб поддержать своё тело во время медитаций в высокогорных пещерах. От Миларепы практика перешла и к его ученикам Гампопе и Речунгпе и передавалась впоследствии изустно (без книг и в узком кругу) от ламы к его последователям. Наибольшее распространение она получила именно на Тибете, как действенный инструмент выработки тепла, а вот в Индии, где, собственно, и зародилась, она не получила столь популярной огласки. Обучение практике туммо происходит только лишь под руководством квалифицированных лам, у которых уже есть опыт подобной практики и они реализовали полную стадию практики, которые являются приверженцами традиционного тантрического буддизма (Ваджраяны), это имеет решающее значение для достижения положительных результатов, избегания ошибок.

Миларепа так воспевал туммо:

К чему мне благородный шёлк 

И тонкая, мягкая шерсть? 

Наилучшая одежда — 

Согревающий огонь блаженства туммо…
Александра Давид-Неэль первой познакомила с туммо европейцев. Жители СССР могли прочитать об этой практике в романе Ивана Ефремова «Лезвие бритвы».

## Туммо с научной точки зрения

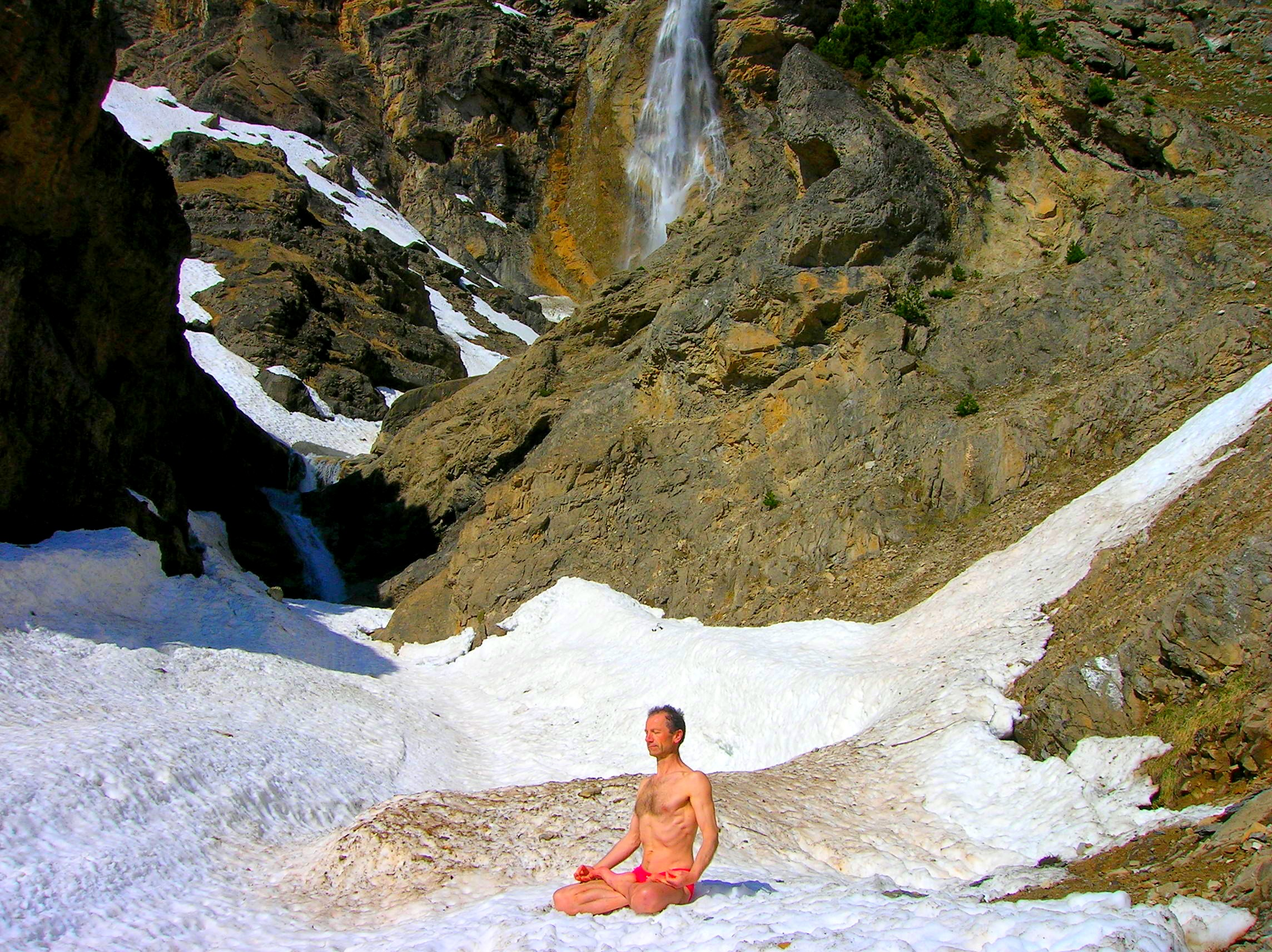
Практик туммо

Совершались неоднократные попытки объяснить эффекты туммо с научной точки зрения. Например, в исследованиях профессора Гарвардского университета Герберта Бенсона в 1981 и 2000 гг. было установлено, что монахи могут повышать температуру пальцев рук и ног более чем на восемь градусов по Цельсию. Популярное изложение см. в трудах У. Кроми (William Cromie, США). Доцент СПбГУ Ринад Минвалеев разработал свой метод, основывающийся на идеях туммо и показал решающую роль экзотермического неферментативного окисления жиров в альвеолах лёгких для терморегуляции тела при отрицательных температурах. В советское время изучал предельные возможности организма человека Алексей Катков. Незадолго до своей трагической гибели он провёл эксперимент на добровольцах, которые смогли практически обнажёнными в течение часа выдерживать температуру −60 °C в разреженном воздухе, соответствующем высоте 7500 м над уровнем моря, обдуваемые воздушным потоком каждые десять минут от двухметрового вентилятора.